# 建築外殼
建築外殼是指地基、屋顶、墙壁、门、窗户、天花板以及其中的隔热层等，將周圍環境與室內空間物理上分隔的建筑結構。物理上會阻隔包括空氣流動、熱交換、噪音、光線等形式的能量傳遞。

## 細節
建築外殼是建築與周圍環境接觸的所有元素，可幫助维持室內濕度、溫度等空調因子。建筑外殼結構设计是建筑和工程实践的一个专业领域，與建筑科学和建築環境控制等领域有密切關聯。 
建筑外殼結構可區分為三大類： 
- 支撐結構（力學支持和傳遞結構、動態負重）
- 控制結構（各種物質和能量的流動）
- 表面結構（以滿足建築内外所需的美學要求）

控制功能是良好性能的核心。實際上，控制功能按重要性顺序著重於雨水控制，空气控制，热量控制和蒸汽控制。 

## 水和水蒸气控制
將雨水排除在室內空間外並維持室內乾燥是建築外殼最基本的要求之一，很多策略可以達成此目標，如设置完善的屏障、排干滤网和存储系统。 
屋顶的主要目的之一是防水。屋顶的两大类是平坦的和倾斜的。平屋顶实际上可以倾斜高达10°或15°，但可以抵抗积水。倾斜的屋顶设计用于排水，但不能抵抗在風吹雨或制冰过程中可能发生的积水。通常，住宅倾斜的屋顶在屋顶覆盖材料下方覆盖有一层衬垫材料，作为第二道防线。家用屋顶结构也可以通風，以帮助去除泄漏和冷凝中的水分。
墙壁暴露的水量不如屋頂嚴重，但仍会漏水。与水渗透有關的牆體系统类型为屏障墙，排水墙和表面密封墙。 隔离墙的设计允许水被吸收但不能渗透到墙中，其中包括混凝土墙和一些砖石墙。排水墙允许泄漏到墙中的水如空腔墙那样排出。排水墙也可以通风以帮助干燥，例如防雨屏和均压墙系统。密封表面的壁不允许任何水渗入壁板材料的外表面。通常，大多数材料不会长期保持密封状态，并且该系统非常有限，但是普通住宅建筑通常依靠壁板和有时称为房屋包裹物的衬砌层将墙视为密封表面系统。

## 空氣控制
氣流的控制有助於確保室内空气品質、控制建築能耗、避免结露（从而有助于確保建材耐用性），並提供居住舒适性。空气流动的控制包括流经外壳（执行此功能的材料的装配被称为空气屏障系统）或流经建筑物围护结构（间隙）本身的组件，以及流入和流出内部空间的气流。會影響建筑物隔热性能）。因此，空气控制包括风洗 （冷空气通过保温层）和对流回路的控制，这些对流回路是壁或天花板内的空气运动，可能會造成10％到20％的热损失。 
建築外殼的物理组成部分包括地基、屋顶、墙壁、门、窗户、天花板以及其中的隔热层。材料的尺寸，性能和兼容性，制造过程以及细节，连接和相互作用是决定建筑围护系统有效性和耐用性的主要因素。
衡量建築外殼结构有效性的常用措施包括针对天气和气候的物理防护（舒适），室内空气质量（卫生和公共卫生），耐久性和能效。为了实现这些目标，所有建筑围护系统都必须包括一个实心结构，一个排水平面，一个空气屏障，一个热屏障，并可能包括一个蒸气屏障。防潮也是建築外殼是其中一項考量因素，在容易結露的寒冷气候和炎热潮湿的气候尤其重要。 

## 建築外殼隔熱
建築隔热层或热流控制层是建筑外殼結構的一部分。如阁楼地板的隔热是房屋内部和外部之间的主要热控制层，而整个屋顶（从屋顶材料的表面到天花板上的内部油漆层）是建筑外殼結構的一部分。 
热成像分析是指使用红外热像仪查看结构内外表面的温度异常，可用于识别因水侵入或间隙凝结引起的水分问题。 可以检测到的其他类型的异常，如热桥、隔热层的连续性和漏气等問題，但可被檢測的前提是内部和外部環境溫度之間存在温差。